# التدخلات الطبية لثنائيي الجنس
التدخلات الطبية للخُنثى هي التدخلات الجراحية والهرمونية وغيرها من التدخلات الطبية التي تُجرى لتعديل الأعضاء التناسلية الشاذة وغيرها من الخصائص الجنسية، وذلك في المقام الأول لأغراض جعل مظهر الشخص أكثر تقليدية وتقليل احتمالية حدوث مشاكل في المستقبل. اتسم تاريخ الجراحة لثنائي الجنس بالجدل بسبب التقارير التي تفيد بأن الجراحة يمكن أن تؤثر على الوظيفة الجنسية والإحساس، وتخلق مشاكل صحية مدى الحياة. لقد كان التوقيت والأدلة والضرورة ومؤشرات العمليات الجراحية في مرحلة الطفولة أو المراهقة أو سن البالغين مثيرة الجدل، مرتبطة بقضايا الموافقة.
يتم الاعتراف على نحو متزايد بالتدخلات التي تتم على الرضع والأطفال على أنها قضايا حقوق الإنسان. تشكك منظمات ثنائي الجنس ومؤسسات حقوق الإنسان بشكل متزايد في ضرورة مثل هذه التدخلات. في عام 2011، فاز كريستيان فولينج بأول قضية ناجحة ضد جراح بسبب التدخل الجراحي بدون موافقته. في عام 2015، أقر مجلس أوروبا - لأول مرة - بحق الأشخاص ذوي الميول الجنسية المزدوجة في عدم الخضوع للعلاج وأصبحت مالطة أول بلد يحظر إجراء تعديلات غير قسرية أو قسرية على خصائص الجنس.

## أغراض الجراحة الترميمية التناسلية
تتباين أهداف الجراحة باختلاف نوع بينية الجنس ولكن عادة ما تشمل واحدًا أو أكثر مما يلي:
مبررات الصحة البدنية:
- لتحسين إمكانات الخصوبة.
- لتوفير منفذ للحيض.
- لمنع أو تقليل التهابات المسالك البولية أو الانسداد.
- للحد من خطر الإصابة بالسرطان في الغدد التناسلية.
- لإغلاق الجروح المفتوحة أو الأعضاء الداخلية المكشوفة.
- لتحسين التحكم في البول أو البراز.

المبررات النفسية والاجتماعية:
- للتخفيف من الضائقة الأبوية بسبب ظهور الأعضاء التناسلية غير نمطية.
- للحد من آثار الأعضاء التناسلية غير التقليدية على التطور الجنسي والهوية الجنسية.
- لتحسين إمكانات العلاقات الجنسية للبالغين.

قد تكون كلتا المجموعتين من الأسباب المنطقية موضع نقاش، خاصة وأن عواقب التدخلات الجراحية تدوم مدى الحياة ولا رجعة فيها. تشمل الأسئلة المتعلقة بالصحة البدنية تقييم دقيق لمستويات المخاطر والضرورة والتوقيت. تكون المبررات النفسية عرضة بشكل خاص لأسئلة الضرورة لأنها تعكس الاهتمامات الأبوية والاجتماعية والثقافية.لا يوجد إجماع سريري أو دليل واضح بشأن التوقيت الجراحي والضرورة ونوع التدخل الجراحي ودرجة الاختلاف التي تتطلب التدخل وطريقة التقييم. هذه العمليات الجراحية هي موضوع خلاف كبير للكثير، بما في ذلك النشاط المجتمعي،  وتقارير متعددة من قبل حقوق الإنسان الدولية  والمؤسسات الصحية  والهيئات الأخلاقية الوطنية.

## أنواع التدخلات
التدخلات تشمل:
- العلاج الجراحي.
- العلاج الهرموني.
- الانتقاء الوراثي.
- علاج خلل الهوية الجنسية.
- الدعم النفسي والاجتماعي.

يمكن تقسيم التدخلات الجراحية على نطاق واسع إلى إجراءات جراحية تذكيرية تهدف إلى جعل الأعضاء التناسلية أكثر شبهاً بأعراض الذكور XY التقليدية، وإجراءات تأنيثية جراحية تهدف إلى جعل الأعضاء التناسلية تشبه تلك الخاصة بالإناث XX-عادة.هناك تقنيات أو طرق متعددة لكل إجراء. تطورت التقنيات والإجراءات على مدى السنوات الستين الماضية. تم تصميم بعض التقنيات المختلفة لتقليل المضاعفات المرتبطة بالتقنيات السابقة. لا يزال هناك إجماع في الآراء بشأن العمليات الجراحية، ولا يزال بعض الأطباء يعتبرونها تجريبية. 
يتلقى بعض الأطفال مجموعة من العمليات الجراحية. على سبيل المثال، قد يكون للطفل الذي يُعتبر فتى مصابًا بضعف شديد مع قصور المهبل والمبال التحتاني يحتاج إلي غلق الإلتقاء بين المجري البولي والتناسلي في منتصف خط الجسم، وإصلاح قصور المبال التحتاني من الدرجة الثالثة، وإصلاح القضيب، وإنزال الخصية. الطفل الذي يُعتبر طفلة مصابة بالتهاب شديد مع تضخم الغدة الكظرية الخلقي قد يحتاج لحف جزئي في البظر وجراحة رأب المهبل.

### العلاج الهرموني
هناك أدلة واسعة الانتشار على اختبارات ما قبل الولادة ومعالجة الهرمونات لمنع حالات بينية الجنس. في عام 1990، تم نشر ورقة من هينو ماير بهلبورغ بعنوان "هل العلاج بالهرمونات قبل الولادة يمنع المثلية الجنسية؟" في مجلة علم نفس الطفل والمراهق. وبحثت استخدام "الفحص أو العلاج بالهرمونات ما قبل الولادة للوقاية من المثلية الجنسية" باستخدام الأبحاث التي أجريت على الأجنة مع تضخم الغدة الكظرية الخلقي (CAH). يصف دريجر وفيدر وتامارماتيس كيف أن الأبحاث اللاحقة توصلت لإمكانية الوقاية باستخدام ديكساميثازون قبل الولادة".

### الانتقاء الوراثي والإنهاءات
كانت أخلاقيات التشخيص الوراثي قبل الزرع للاختيار للوقاية من ثنائية الجنس موضوع مكون من 11 ورقة في عدد أكتوبر 2013 من المجلة الأمريكية لأخلاقيات البيولوجيا.

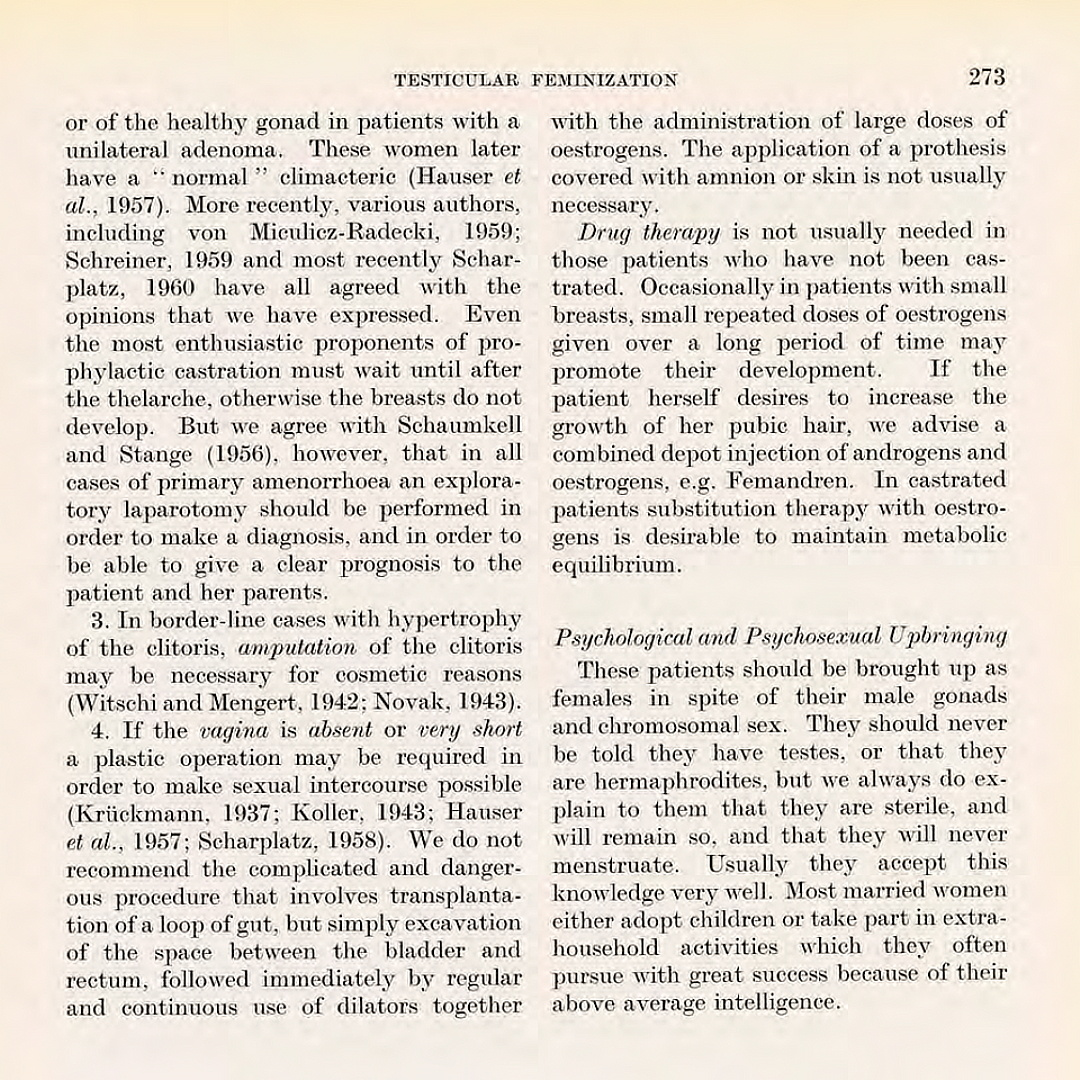
ترخيص علاج التشويه: "حتى أكثر المؤيدين المتحمسين للإخصاء الوقائي" - علاج متلازمة نقص الأندروجين في 1963

هناك أدلة واسعة الانتشار على زيادة انتهاء الحمل الناجم عن اختبارات ما قبل الولادة، وكذلك العلاج بالهرمونات قبل الولادة لمنع ثنائية الجنس. 

## النتائج والأدلة
بدأ المتخصصون في عيادة ثنائي الجنس في جامعة لندن في نشر الأدلة في عام 2001 تشير إلى الضرر الذي يمكن أن ينشأ نتيجة للتدخلات غير المناسبة، ونصحوا بتقليل استخدام العمليات الجراحية في مرحلة الطفولة.
في عام 2004، بحثت هينو ماير بهلبرج وآخرون نتائج العمليات الجراحية المبكرة لدى الأفراد الذين يعانون من اختلافات XY.  تم استخدام هذه الدراسة لدعم الادعاءات بأن «... غالبية النساء... يفضلن بشكل واضح الجراحة التناسلية في سن مبكرة» لكن الدراسة انتقدت من قبل باراتز وفيدير في ورقة 2015 بسبب الإهمال في إبلاغ المجيبين بأن:
«(1) عدم إجراء عملية جراحية على الإطلاق قد يكون خيارًا (2) قد تكون لديهم معدلات أقل لإعادة التأهيل للضيق إذا أجريت الجراحة في وقت لاحق، أو (3) كان من المتوقع أن بعد تحسينات تقنية كبيرة أن تتحسن النتائج بعد مرور 13 أو 14 عامًا للذين خضعوا لعملية جراحية في مرحلة الطفولة المبكرة وعندما يتم تأجيلها إلى ما بعد البلوغ».

## الخلافات والأسئلة غير المستقرة

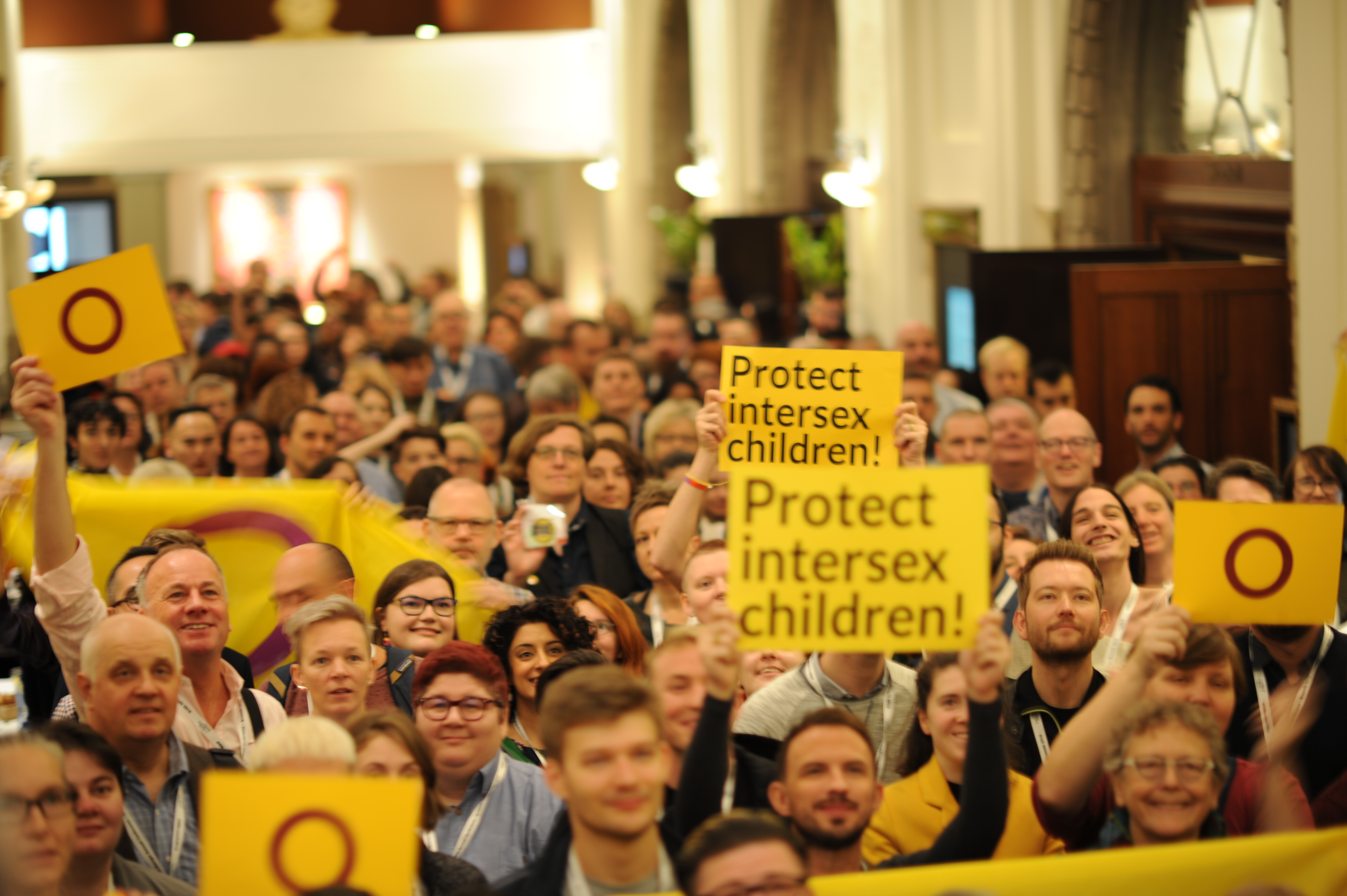
مؤتمر ILGA 2018، صورة جماعية للاحتفال بيوم التوعية بثنائية الجنس.

تطورت طرق العلاج لظروف بينية الجنس على مدى السنوات الستين الماضية. في العقود الأخيرة، أصبحت الممارسات الجراحية موضع جدل عام ومهني، وما زالت الأدلة غير موجودة.

### مقارنة العمليات الجراحية في وقت مبكر ضد في وقت متأخر
مزايا جراحة الرضع المفترضة:
- الأنسجة أكثر مرونة وتتناسب بشكل أفضل مع العديد من الجراحين.
- الجراحة التناسلية التي يتم إجراؤها قبل سن الذاكرة أقل صدمة من الناحية العاطفية.
- تتجنب جراحة الطفولة مطالبة المراهق باتخاذ قرار صعب وصعب حتى بالنسبة للبالغين.
- على افتراض نجاح العملية الجراحية للأطفال، لا يوجد أي عائق أمام الأنشطة الجنسية الطبيعية وتشويه أقل للهوية الجنسية.[59]

مزايا العملية الجراحية في مرحلة المراهقة أو في وقت لاحق:
- إذا كانت النتيجة أقل من مرضية، فإن الجراحة المبكرة تجعل الشخص يتسائل عما إذا كان سيصبح أفضل حالًا دون العملية.
- يجب تأجيل أي عملية جراحية ليست ضرورية بشكل مطلق للصحة الجسدية حتى يبلغ الشخص من العمر ما يكفي لإعطاء الموافقة المسبقة.
- يجب التعامل مع الجراحة التناسلية بطريقة مختلفة عن غيرها من جراحات تشوهات الولادة، هذا النوع من الجراحة لا ينبغي تمكين الوالدين من اتخاذ قرارات بشأنه لأنهم سيكونون تحت ضغط اجتماعي لاتخاذ قرارات «سيئة».
- بحلول منتصف فترة المراهقة أو في وقت لاحق، قد يقرر الأشخاص أن الأعضاء التناسلية غير التقليدية لا تحتاج إلى تغيير.
- يجادل آخرون بأن الأسئلة الرئيسية ليست أسئلة تتعلق بالجراحة المبكرة أو المتأخرة، ولكنها أسئلة تتعلق بالموافقة وحرية الاختيار.[60][61][62]

### موافقة الوالدين
يعتبر الآباء في كثير من الأحيان قادرين على الموافقة على تدخلات التأنيث والتذكير على طفلهم، وهذا قد يعتبر معيارًا لعلاج الاضطرابات الجسدية. ومع ذلك، يتم الاعتراض على ذلك، لا سيما عندما تسعى التدخلات إلى معالجة المخاوف النفسية والاجتماعية. ذكرت افتتاحية "BMJ" في عام 2015 أن الآباء يتأثرون بشكل غير مناسب بالمعلومات الطبية، وقد لا يدركون أنهم يوافقون على العلاجات التجريبية، وقد يكون الندم عالياً. اقترحت الأبحاث أن الآباء مستعدون للموافقة على إجراء عمليات تغيير المظهر حتى على حساب الإحساس الجنسي في وقت لاحق لأولادهم عندما يصبحوا بالغين. صرح خبير حقوق الطفل كيرستن ساندبرج أنه لا يحق للآباء الموافقة على مثل هذه العلاجات.

### الإحساس والوظيفة الجنسية
تشير التقارير المنشورة في أوائل التسعينيات إلى أن 20-50 ٪ من الحالات الجراحية تؤدي إلى فقدان الإحساس الجنسي.

قدمت ورقة عام 2007 أعدها يانغ وفيلسن وبوباس ما يعتقد المؤلفون أنها أول دراسة لحساسية البظر بعد جراحة تخفيض من البظر، لكن البحث كان هو نفسه موضوع نقاش أخلاقي. تم اعتبار مرضى ما بعد الجراحة الذين تزيد أعمارهم عن 5 سنوات «مرشحين» لاختبار حساسية البظر، وتم اختبار 10 من 51 مريض، وخضع 9 لاختبارات حسية اهتزازية ممتدة. تم إجراء الاختبارات الأولية على الفخذ الداخلي والشفرين الكبيرين والشفرين الصغيرين والمهبل والبظر باستخدام «قضيب غيض من القطن» واختبارات ممتدة باستخدام مقياس حيوي، وهو جهاز طبي يستخدم لقياس مستويات الحساسية. تم تسجيل القيم. لوحظ أنه لا توجد بيانات تحكم «لتقييم حساسية البظر ووظيفته لدى النساء غير المتأثرات.»  وقد تم انتقاد أخلاقيات هذه الاختبارات من قبل علماء الأخلاقيات،  وتم الدفاع عنها لاحقًا من قبل مكتب الإنسان لحماية البحوث.
يظل فقدان الوظيفة الجنسية والإحساس مصدر قلق في تقرير مقدم من المجموعة الأسترالية للأطفال للغدد الصماء إلى مجلس الشيوخ الأسترالي في عام 2013. صنع القرار السريري الأولوية للمزايا المتصورة من جراحة تخفيض البظر للرضع على العيوب المحتملة للإحساس الجنسي المنخفض أو المشوه. تؤكد مؤسسات حقوق الإنسان على الموافقة المستنيرة للفرد المعني.

### وصمة العار والحياة الطبيعية
قد يُنصح الآباء بأنه بدون جراحة، سيتم وصم أطفالهم،  وقد يتخذون خيارات مختلفة بمعلومات غير طبية.  ومع ذلك، لا يوجد دليل على أن العمليات الجراحية تساعد الأطفال على النمو النفسي «طبيعي».
على عكس الإجراءات الجراحية الجمالية الأخرى التي يتم إجراؤها على الأطفال، مثل الجراحة التصحيحية للشفاه المشقوقة، قد تؤدي الجراحة التناسلية إلى عواقب سلبية على الأداء الجنسي في الحياة اللاحقة (مثل فقدان الإحساس في الأعضاء التناسلية، بسبب على سبيل المثال، عندما يُعتبر البظر كبيرًا جدًا ويتم تصغيره/ إزالة القضيب)، أو الشعور بالغرابة وعدم المقبولية، وهو ما قد يتم تجنبه دون إجراء عملية جراحية. كشفت الدراسات عن كيف أن التدخل الجراحي كان له آثار نفسية، مما يؤثر على الرفاهية ونوعية الحياة. العمليات الجراحية التناسلية لا تضمن الحصول على نتيجة نفسية ناجحة للمريض وقد تتطلب دعمًا نفسيًا عندما يحاول المريض التمييز بين الهوية الجنسية. تنص اللجنة الاستشارية الوطنية السويسرية لأخلاقيات الطب الحيوي على أنه «عندما يتم إجراء التدخلات فقط بهدف دمج الطفل في بيئة عائلية واجتماعية، فإنها تتعارض مع رفاهية الطفل. بالإضافة إلى ذلك، لا يوجد ضمان بأن سيتم تحقيق الغرض المقصود.»

### التصوير الطبي والعرض
يتم توزيع صور الأعضاء التناسلية للأطفال ثنائي الجنس في المجتمعات الطبية للأغراض الوثائقية، وقد يخضع الأفراد ثنائي الجنس لفحوصات تناسلية متكررة وعرضها على الفرق الطبية. نوقشت المشاكل المرتبطة بتجارب التصوير الطبي للأطفال ثنائي الجنس إلى جانب الأخلاقيات والسيطرة عليهم واستخدامهم.  «لقد أثبتت تجربة التصوير الفوتوغرافي للعديد من الأشخاص ثنائي الجنس العجز أثناء الفحوصات الطبية والتدخلات».

### السرية وتوفير المعلومات
بالإضافة إلى ذلك، لا يتم استشارة أولياء الأمور في كثير من الأحيان بشأن عملية صنع القرار عند اختيار جنس الطفل، وقد يُنصح بإخفاء معلومات من طفلهم. صرحت جمعية ثنائي الجنس في أمريكا الشمالية أنه «لعقود من الزمن، ظن الأطباء أنه من الضروري التعامل مع ثنائي الجنس بنهج يركز على الإخفاء، وهو نهج يقلل من أهمية ثنائي الجنس قدر الإمكان، حتى إلى درجة الكذب على المرضى حول ظروفهم». 

### مسارات بديلة
في عام 2015، وصفت افتتاحية في المجلة الطبية البريطانية التدخلات الجراحية الحالية بأنها تجريبية، قائلة أن الثقة السريرية في بناء تشريح الأعضاء التناسلية «الطبيعية» لم يتم تأكيدها، وأنه لا توجد مسارات موثوقة طبياً غير الجراحة بعد. 